# Santa Cruz del Seibo
Santa Cruz del Seibo, auch als El Seibo bekannt, ist eine Stadt in der Dominikanischen Republik. Sie ist der Hauptort der Provinz El Seibo und hat 26.477 Einwohner (Zensus 2010) in der städtischen Siedlung. In der Gemeinde Santa Cruz de El Seibo leben 66.867 Einwohner.

## Geschichte
El Seibo ist eine der ältesten Städte des Landes, sie wurde durch die Verfassung vom 6. November 1844 geschaffen, obwohl sie bereits seit der Kolonialzeit als territoriale Gliederung existierte. Aus diesem Grund geht ihre Gründung auf das Jahr 1502 durch den spanischen Eroberer Juan de Esquivel zurück. Der Name Seibo stammt von einem Stammeshäuptling der Taíno.
Der Name Santa Cruz de El Seibo stammt von dem spanischen Brauch, das Prankenkreuz in die Himmelsrichtungen zu stellen, als Schutz gegen das Böse. Ein Kreuz, das Asomante genannt wird, ist noch erhalten, im Westsektor der Stadt El Seibo.

## Persönlichkeiten
- Minerva Bernardino (1907–1998), Frauenrechtsaktivistin und Diplomatin
- Charytín Goyco (* 1954), Sängerin, Fernsehmoderatorin und Schauspielerin